# يوديد الروبيديوم
يوديد الروبيديوم عبارة عن مركب نقطة انصهاره 
642 ° م . صيغته الكيميائية RbI . يُحدث الاتحاد المباشر بين اليود والروبيديوم
انفجار . لكن ، يمكن تحضيره بشكل ملائم عن طريق إذابة هيدروكسيد الروبيديوم RbOH في حمض الهيدرويوديك HI .